# La Saga de los Porretas
Radionovela humorística diaria que se emitió a través de la Cadena SER de lunes a viernes a partir del 5 de enero de 1976 y dejó de emitirse el 29 de junio de 1988.

## Historia
Fue uno de los últimos ejemplos del género del serial radiofónico que había encandilado a los oyentes españoles durante las décadas de los cincuenta y sesenta. El serial nació de la mente del guionista Eduardo Vázquez, quien veinte años atrás había creado otra de las radionovelas más emblemáticas de la historia de la radio en España: Matilde, Perico y Periquín. La dirigió José Fernando Dicenta hasta su fallecimiento en 1984.
El serial, sin embargo, se apartaba del patrón de sus predecesoras Ama Rosa, Simplemente María y tantas otras. Los dramas pasionales ya no resultaban del agrado del público, cuyos gustos habían ido evolucionado en los años previos. Se prefirió, pues, sustituir el melodrama por una comedia ligera, que cuajó entre la audiencia y se mantuvo en las ondas durante más de doce años.
A mediados de los 90 durante unos meses hubo una reposición a través de Cadena Dial, emisora perteneciente a la Cadena SER.

## Argumento
Por espacio de diez minutos, se narraba la vida cotidiana de los Porretas, una familia de clase media española, al frente de la que se situaba el patriarca, Segismundo Porretas, que a sus 80 años es un auténtico vividor y no pierde ocasión para frecuentar el Casino del Buen Jubilado. A lo largo de cada episodio se desgranan también las no siempre fáciles relaciones de Segismundo con su nuera Candelaria y con sus conflictivos nietos.
Un personaje habitual de los episodios era Don Honorio, pudiente amigo de la familia Porretas, que siempre estaba haciendo alarde de su posición social, y de quien Avelino Porretas (hijo de Segismundo, y marido de Candelaria) solía repetir la cantinela "¡Maldito miserable! ¡Me quiere humillar!".

## Reparto
- Juana Ginzo/Matilde Conesa..... Candelaria
- José Fernando Dicenta/Fernando Alonso.....José María Escuer Avelino
- Manuel Lorenzo..... Abuelo Segismundo
- Alfonso Gallardo..... Juanito
- Matilde Vilariño..... Pepita
- Carmen Tarrazo..... Tía Luzgarda
- Jorge Sorel..... Honorio
- Paco Barrero..... Aristóteles
- José Luis Manrique..... Conserje del Casino
- María Arias..... Piluchi
- Alfonso Laguna..... Japonés
- Carlos Mendy..... Don Hermógenes
- José Enrique Camacho..... Saturnino Festón
- Marta Puy..... Rosario (Bella Chulita)
- Alfonso del Real..... Roque Cus-cus de la Ensenada

## Premios
- Premio Ondas 1978.

## Versiones
En 1996, Carlos Suárez dirigió la versión cinematográfica del serial, bajo el título Los Porretas con Alfredo Landa en el papel de Segismundo y Miriam Díaz-Aroca en el de Candelaria, acompañados de, entre otros, Manuel Alexandre, Valeriano Andrés, Queta Claver, Manuel Codeso, María Isbert, Llàtzer Escarceller y Javivi.